# Dari zoroastrien
Pour les articles homonymes, voir Dari (homonymie).
Le dari zoroastrien (aussi appelé de manière péjorative gabar, gabri ou yazdi) est une variété du persan parlée en principalement par une partie de la communauté zoroastrienne des provinces de Yazd et Kerman en Iran.

## Utilisation
Le dari zoroastrien est une langue moribonde, parlée en 1999 par quelque 8 000 zoroastriens dans leurs conversations personnelles. Ses locuteurs utilisent également le persan iranien.